# Mamadou Saidou Ba
Pour les articles homonymes, voir Ba.
Mamadou Saidou Ba (ou Mamadu Saidu Ba ou Muhamadu Sayid Baa), né vers 1900 au Fouta Toro à Thikite dans le nord-est du Sénégal et mort en 1980, est un érudit et un chef religieux Peul qui s'installa en 1936 en Haute-Casamance, dans la localité de Madina Gounass, dont il fit une ville sainte de la confrérie soufie tidjane, aujourd'hui encore un important lieu de pèlerinage.
Son père, Thierno Saidou alpha est de Boseya dans une localité qui s'appelle Neere. Sa mère Hawa est de Thikite[réf. nécessaire].